# Espérance de vie humaine en France
L'espérance de vie en France est l'espérance de vie des personnes vivant en France. Elle est mesurée par des indicateurs statistiques relevant du domaine de la prospective de l'indice de développement humain et des projections démographiques,,.
En France, l'espérance de vie à la naissance était en 2024 de 80 ans pour les hommes et 85,6 ans pour les femmes. Le pays est connu pour être le pays de l'ex-doyenne de l'humanité Jeanne Calment, décédée à 122 ans.

## Facteurs d'explication
En France, l'espérance de vie d'une personne est corrélée à son niveau de revenu, notamment pour les hommes. Ainsi, les 5 % des hommes français les plus riches ont une espérance de vie supérieure de treize ans à celle des 5 % les plus pauvres. L’écart est plus faible pour les femmes avec huit ans de différence.

## Évolution
En 1800, l'espérance de vie à la naissance en France était de 32 ans. En 1900, elle passe à 50 ans,.

Espérance de vie de 1818 à 2021

### XXesiècle
Alors que les humains gagnaient auparavant en moyenne un an d’espérance de vie en un ou deux siècles, le gain est passé à trois ans d’espérance de vie par décennie au cours du XXe siècle.

#### Début duXXesiècle
Au début du XXe siècle a démarré « une révolution de la longévité caractérisée initialement par des augmentations importantes et rapides de l’espérance de vie à la naissance » résultant de la combinaison de progrès de la médecine et d'instauration d’une « santé publique efficace ».

#### Milieu duXXesiècle
Au milieu du XXe siècle, les maladies infectieuses expliquent encore « une partie importante des décès d’adultes et de personnes âgées », puis leur recul a « entraîné une augmentation sensible de l’espérance de vie ». Ensuite, les succès rencontrés dans le combat contre Les maladies es maladies cardiovasculaires et les cancers a eu pour résultat de poursuivre la baisse à partir des années 1970, et ainsi l’espérance de vie à continué à augmenter. grâce à un « révolution cardiovasculaire » reposant sur les progrès de la prévention et des traitements dans ce domaine.
Plusieurs facteurs ont alors influencé l’espérance de vie avec une grande efficacité, « comme le tabagisme, la consommation d’alcool », la génétique ou encore « l'activité physique ». Il a été prouvé qu'adopter une alimentation équilibrée a permis de gagner environ 9 ans d'espérance de vie,.

#### Ralentissement des années 1990
Les chercheurs ont « constaté que, depuis 1990, les améliorations globales de l’espérance de vie ont ralenti », en raison d'une apparition d'une plus forte résistance aux améliorations de l’espérance de vie. Selon leurs travaux plusieurs moteurs à sa progression ne peuvent plus jouer car « les inégalités de durée de vie ont diminué » tandis qu'une « compression de la mortalité » s’est déjà produite.

### XXIesiècle
Selon une étude réalisée par des chercheurs de plusieurs universités américaines, effectuée par l'analyse des statistiques des huit pays connaissant l’espérance de vie la plus longue sur la période 1990-2019 et publiée le 7 octobre 2024 dans la revue Nature Aging, la progression de l'espérance de vie pourrait ralentir au cours du XXIe siècle,.

#### Ralentissement des années 2010
Selon les chercheurs, il n'est plus possible de compter sur « les taux accélérés d’augmentation » de l’espérance de vie du XXe siècle, ces taux ont ralenti, tout particulièrement depuis 2010 et seuls 5,3 % des filles et 1,8 % des garçons nés ces dernières années devraient passer le cap des cent ans car seule « une prolongation radicale de la vie humaine est improbable au cours du XXIe siècle », même en tenant compte « des progrès rapides que connaît actuellement la géroscience ».
En 2019, l'espérance de vie « ne progresse plus que faiblement en France depuis quelques années », constate le chercheur en démographie Gilles Pison, malgré une population française plus âgée, où la proportion de personnes de 65 ans ou plus a pratiquement doublé, passant de 11 % en 1945 à 20 %. Il observe, sur la période 2013-2018, qu'elle n’a gagné « que 0,7 an chez les hommes au cours des cinq dernières années, et que 0,4 an chez les femmes ». Pour les femmes, l’espérance de vie a reculé en 2017 et en 2018, elles n’avaient pas encore retrouvé l’espérance de vie de 85,4 ans à la naissance qu’elles avaient en 2014.

#### Stagnation au début des années 2020

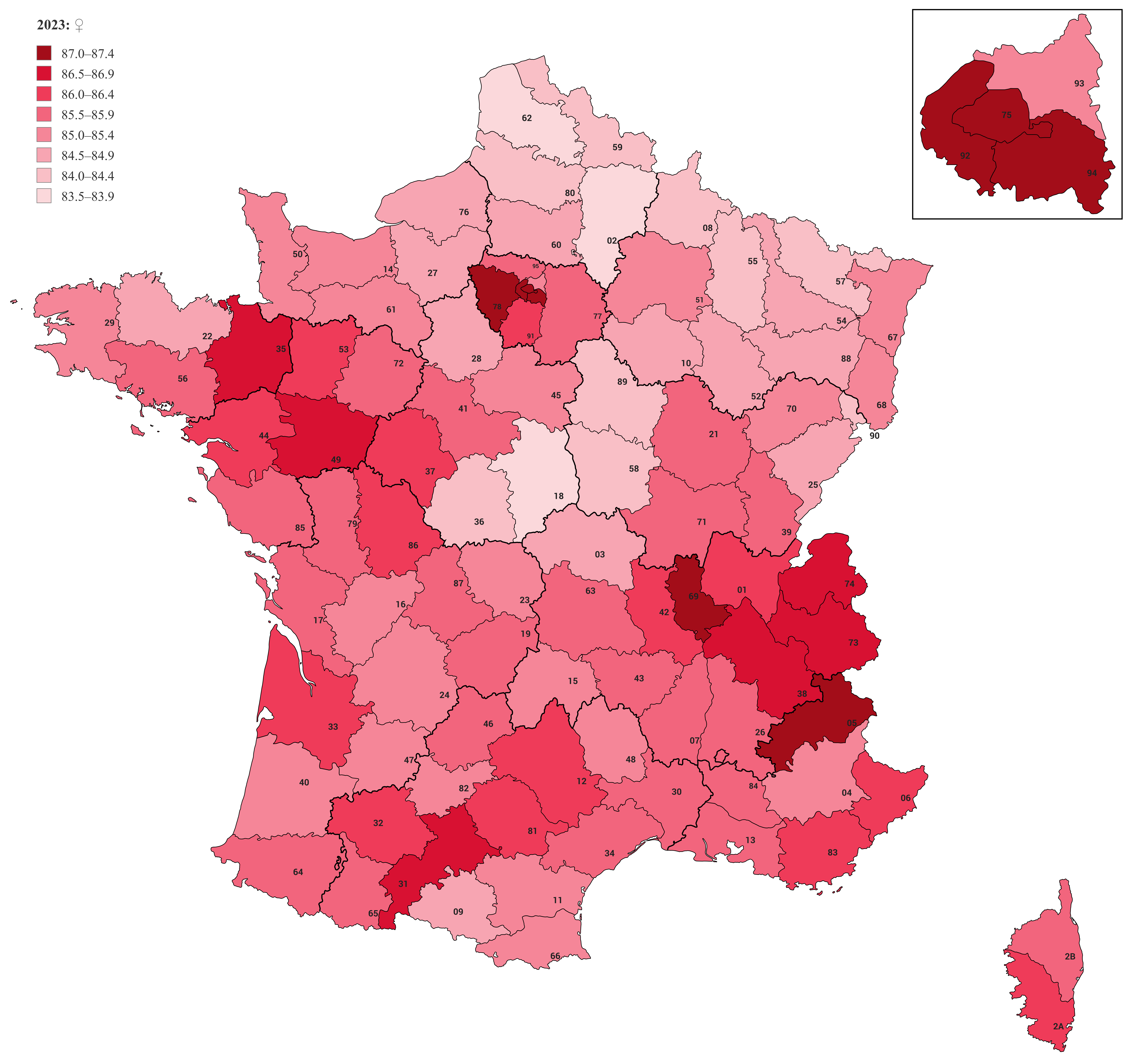
Espérance de vie des femmes en 2023

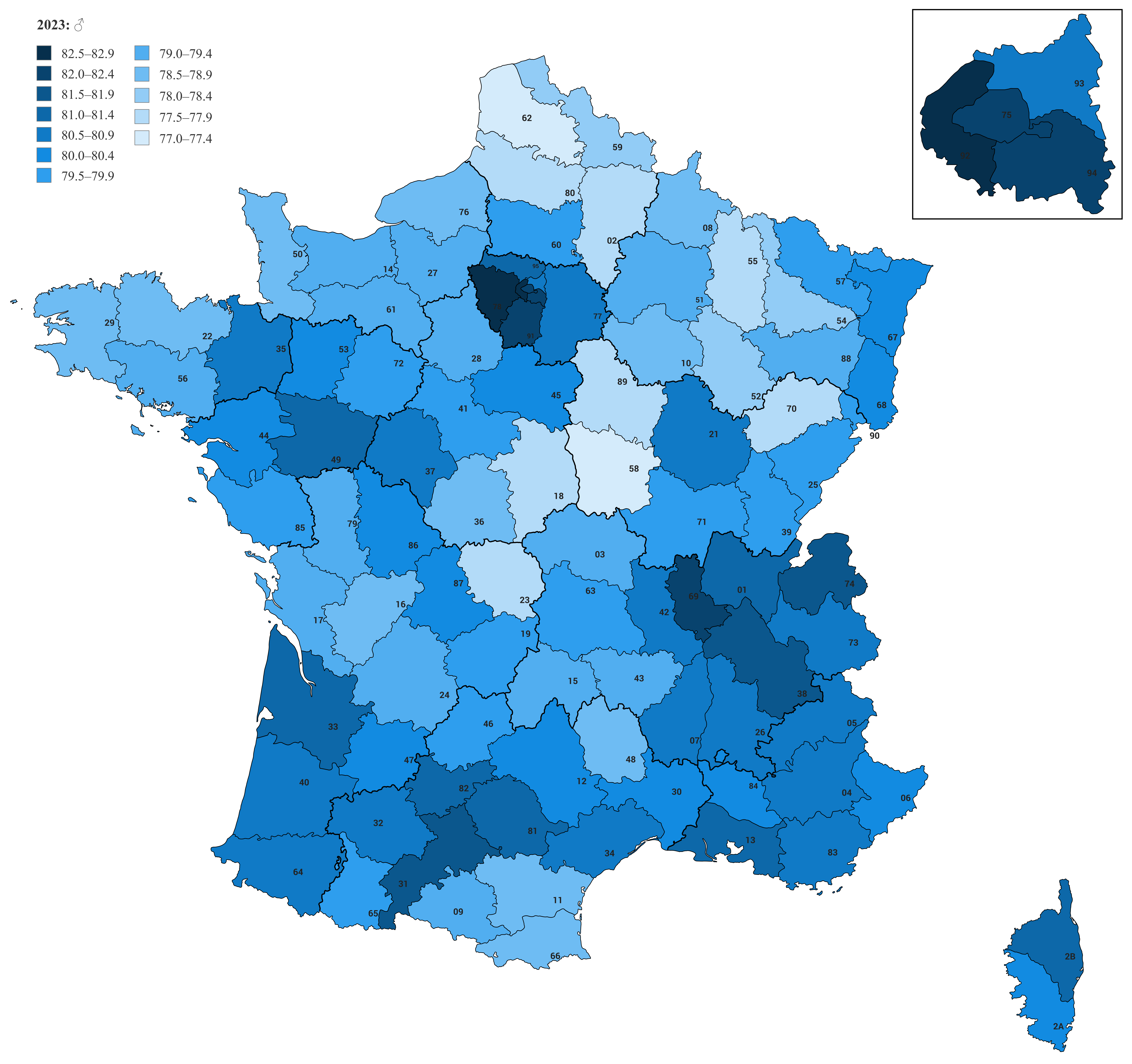
Espérance de vie des hommes en 2023

En 2023, l'espérance de vie à la naissance était de 85,7 ans pour les femmes et de 80 pour les hommes, la baisse des années précédentes ayant été effacée, mais sur une décennie, l'espérance de vie n'a pas progressé de trois ans, rythme constaté au siècle précédent mais de seulement un peu plus de deux mois pour les hommes et sept mois pour les femmes. La lutte pour l’espérance de vie est simplement victime au XXIe siècle de la « loi des rendements décroissants », selon le démographe et épidémiologiste Jean-Marie Robine, directeur de recherche émérite à l’Institut national de la santé et de la recherche médicale (Inserm), cité par l’AFP.
| Année                           | Espérance de vie femmes | Espérance de vie hommes |
|                                 |                         |                         |
|                                 |                         |                         |
| 2014                            | 85,5                    | 79,3                    |
| 2017                            | 85,3                    | 79,5                    |
| 2019                            | 85,6                    | 79,7                    |
| 2021                            | 85,5                    | 79,4                    |
| 2023                            | 85,7                    | 80                      |
| 2024                            | 85,6                    | 80                      |
| Variation sur 10 ans (2014-2023 | plus 0,2                | plus 0,7                |

En France, l’espérance de vie en bonne santé est devenue un critère très suivi, notamment depuis qu'en décembre 2023, la DREES (La Direction de la recherche, des études, de l’évaluation et des statistiques) a publié une étude sur l’espérance de vie en « bonne santé », c'est-à-dire sans incapacité, qui a eu tendance à diminuer.